# Saint-Paul-en-Forêt
Saint-Paul-en-Foret egy község Franciaországban, a Provence-Alpes-Côte d’Azur régióban, Var megyében.

## Fekvése
Draguignan tól északkeletre fekvő település. A város megközelíthető az A8-as autópályán, kijárat a 38-as és a másodrendű RD4 útra, amely összeköti Fréjus, Fayence-n keresztül Bagnols-en-Forêt.

## Földrajzi név
A falu az idők során több néven is ismert volt: a középkorban Sancta-Paulus de Gallina-Grassa, majd Saint-Paul-de-la-Galline-Grasse és végül Saint-Paul-de-Fayence. Csak 1918-ban kapta a város a mai Saint-Paul-en-Forêt nevet.

## Történelem

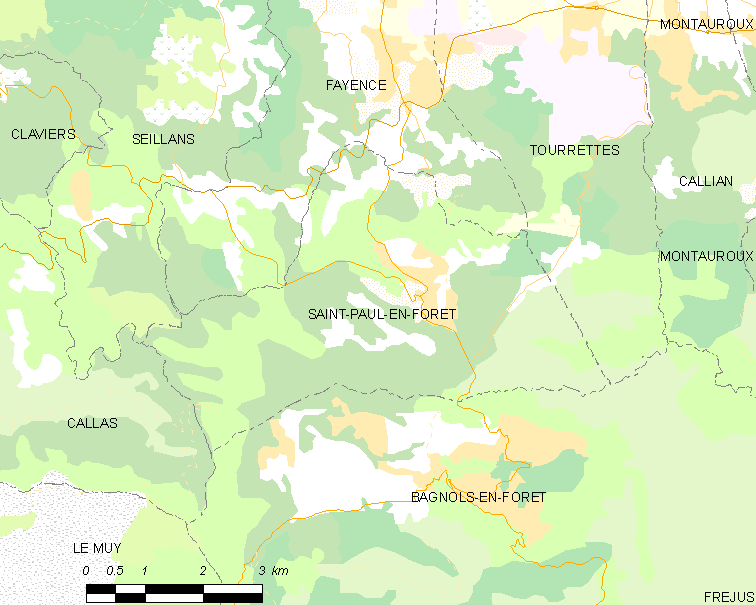
Saint-Paul-en-Forêt és környéke

Területe már az őskorban is lakott volt. Őskori, neolitikus időkből származó emberi jelenlét nyomait találták meg a település közelében. A római korban is lakott volt, a város szélén e korból származó villák nyomai kerültek napvilágra.
Az első említése a tizenegyedik századból való, III. William Provencei gróf Gaucelme Frejus-i püspöknek tett felajánlásából ismert. 1391-ben Raymond Viscount de Turenne csapatai, útban Olaszország felé, több környező faluval együtt elpusztították.
A város 1824-ben adta fel Fayence-i gyámságát.

## Itt születtek, itt éltek
- Michel Auclail - színész sok évig élt Saint Paulban.